# Protectora de la Infancia (estación)
Protectora de la Infancia es una estación ferroviaria que forma parte de la línea 4 de la red del Metro de Santiago de Chile. Se encuentra en la comuna de Puente Alto, entre las estaciones Hospital Sótero del Río y Las Mercedes. Su construcción es paralela a la avenida Concha y Toro, y se encuentra junto a la calle Ángel Pimentel.
El 18 de octubre de 2019, en el marco de las protestas en Chile, la estación sufrió un incendio que afectó la mezzanina y un tren que se encontraba estacionado en los andenes, lo que impediría su funcionamiento normal hasta el 25 de septiembre de 2020 cuando fue reabierta, siendo además una de las dos últimas estaciones de toda la Red de Metro en reabrir sus puertas, junto con Trinidad.

## Características y entorno
La cantidad de pasajeros es media-baja, aunque aumenta considerablemente en las horas "Punta", esto debido a que este sector, y a la vez la misma comuna de Puente Alto se caracteriza por ser una comuna tipo dormitorio en la que esta estación cumple la función de acercar a la gente desde el centro de Santiago hasta sus hogares. La estación posee una afluencia diaria promedio de 15 031 pasajeros.
Por el ala oriente de la Avenida Concha y Toro, encontramos al colegio católico mixto Compañía de María Puente Alto, el Tribunal de Juicio Oral en lo Penal, el Tribunal de Familia de Puente Alto, estos últimos casi al llegar a Avenida San Carlos y a 250 metros al norte de la estación se encuentra la sede Puente Alto de INACAP.
A fines de abril de 2017 se inauguró una pasarela para facilitar el acceso a la estación.

### Accesos

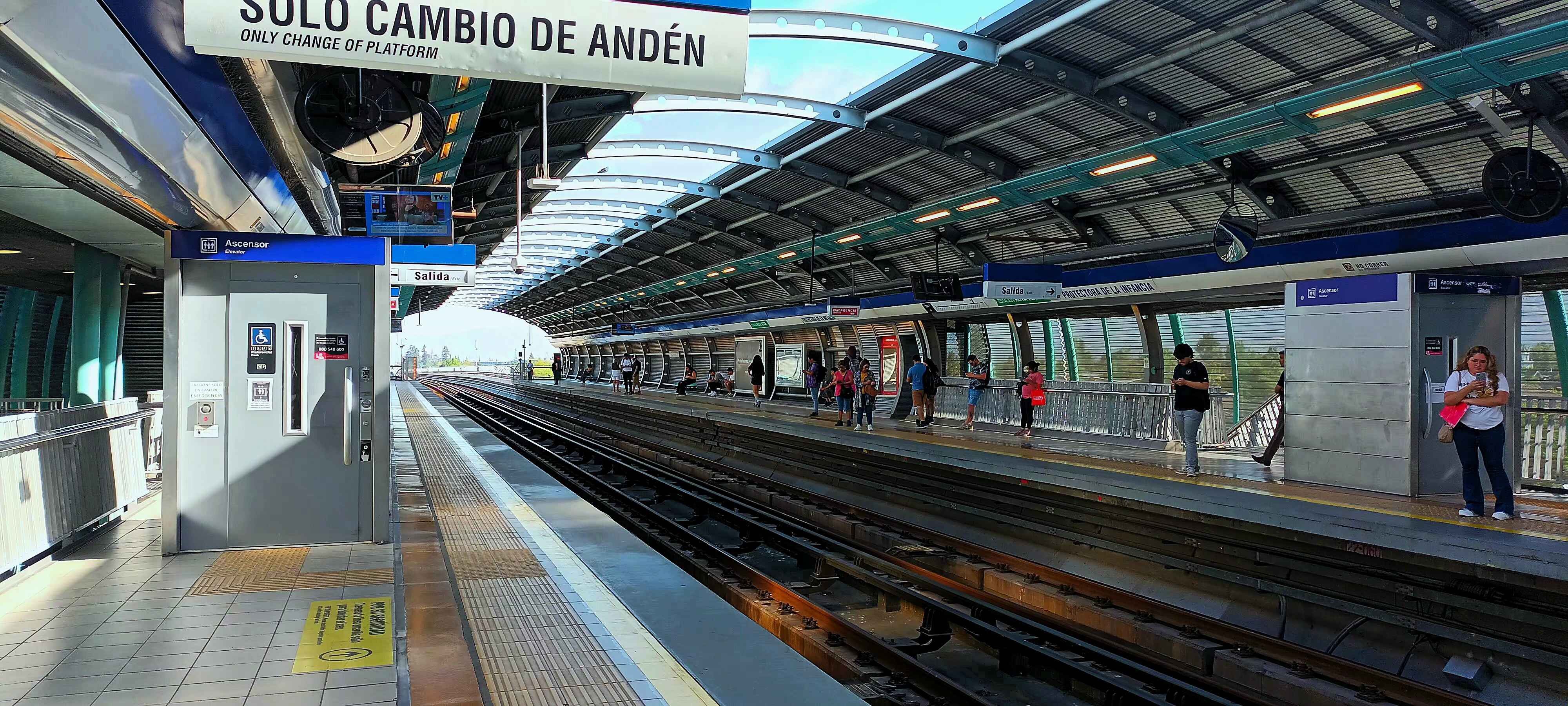
Andén De La Estación "Protectora De La Infancia" Metro de Santiago L4

| Acceso | Intersección                         |
| ------ | ------------------------------------ |
| A      | Av. Concha y Toro con Ángel Pimentel |
| B      | Ángel Pimentel con Av. Concha y Toro |

## Origen etimológico
Debe su nombre a Sociedad Protectora de la Infancia, institución de caridad cuya sede se encuentra en el costado poniente de la estación, por la Avenida Concha y Toro, la cual alberga dos escuelas primarias (Josefina Ghana de Johnson y Miguel Cruchaga Tocornal), dos escuelas secundarias (escuela técnica Las Nieves y Escuela Industrial Las Nieves), 2 jardines infantiles, 2 residencias y un programa de desarrollo de habilidades parentales. 
La Protectora de la Infancia nace en 1894 cuando en Chile terminaba la Guerra del Pacífico y muchos niños estaban en condiciones de orfandad. Inspirados por la Encíclica “Rerum Novarum” y su llamado a realizar una acción social transformadora. Ésta institución de beneficencia sin fines de lucro que se haría cargo de satisfacer las necesidades básicas de techo, alimento y abrigo.
Hoy en día, el horizonte de la institución ha evolucionado enfocándose en aprendizaje integral de los niños y el fortalecimiento de las competencias en los padres, hasta la elaboración del maltrato y abandono infantil. Cuenta con 57 programas, sociales y educacionales, en siete regiones del país donde atiende a más de 9.000 niños, niñas y jóvenes entre 0 y 18 años, sus familias y comunidades.

## Galería

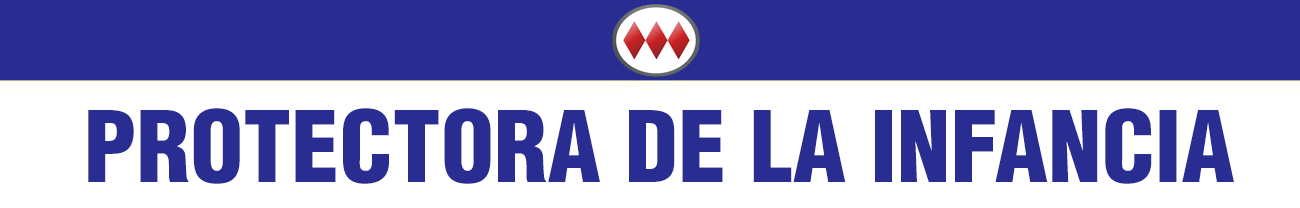
Cenefa utilizada actualmente en los andenes.

## Conexión con Red Metropolitana de Movilidad
La estación posee 2 paraderos de la Red Metropolitana de Movilidad en sus alrededores, los cuales corresponden a:
| Paradero/ Código                                 | Recorridos |
| ------------------------------------------------ | --- |
| Parada / Metro Protectora de la Infancia (PF101) | 205 (Santiago) - 205c (La Granja) - 210 (Estación Central) - 210e (Estación Central) - 213e (Plaza Italia) - F01 (Villa Padre Hurtado) - F13 (Mall Plaza Tobalaba) - F15 (Metro Elisa Correa) - F30n (La Moneda) |
| Parada / Metro Protectora de la Infancia (PF81)  | 205 (Puente Alto) - 205c (Puente Alto) - 210 (Puente Alto) - 210e (Puente Alto) - 213e (Puente Alto) - F01 (Casas Viejas) - F13 (Bajos de Mena) - F15 (Bajos de Mena) - F30n (Bajos de Mena)                     |